# 独龙凤仙花
独龙凤仙花（学名：Impatiens taronensis）为凤仙花科凤仙花属的植物，为中国的特有植物。分布在中国大陆的云南等地，生长于海拔2,800米至3,700米的地区，常生于亚高山溪边阴湿处或岩石上，目前尚未由人工引种栽培。